# 清坪镇
清坪镇，是中华人民共和国湖北省恩施土家族苗族自治州咸丰县下辖的一个乡镇级行政单位。

## 行政区划
清坪镇下辖以下地区：
清水塘村、比西坪村、泗坝村、灯龙寺村、二台坪村、小河村、堰塘坪村、大石坝村、庄房坝村、把界村、绵羊洞村、马家坪村、兰家沟村、青冈岭村、八斗箩村、中寨坝村、龙潭司村、苏家坪村、青冈坪村、太坪坝村、麻柳坝村、团坝子村、杨家庄村、艾蒿坪村、柏杨坪村、高峰村、官敞坝村、排丰坝村、申李坝村、溜沙坡村、渔塘湾村、桐木园村、邱家沟村和茅坝子村。

## 中国传统村落
2012年，中寨坝村郑家坝被评为首批“中国传统村落”。